# Combat de Saint-Marc-le-Blanc
Chouannerie
Batailles
Le Combat de Saint-Marc-le-Blanc vit le siège de la commune par les Chouans en 1795.